# Певец в Маске (Германия)
«Певец в маске Германии» (англ. The Masked Singer Germany) — немецкое реалити-шоу, премьера которого состоялась на телеканале ProSieben 27 июня 2019 года. Это часть франшизы «Певец в маске», которая началась в Южной Корее, и в ней знаменитости поют песни, одетые в костюмы и маски, скрывающие их личность. Ведущий Маттиас Опденхёвель. В программе участники дискуссии угадывают личности знаменитостей, интерпретируя подсказки, предоставляемые им на протяжении каждого сезона. Различные члены жюри (жюри сменяются в каждом сезоне) появляются в каждом эпизоде и голосуют вместе со зрителями за своего любимого певца после всех выступлений. Наименее популярные устраняются, снимая маску и раскрывая свою личность.
Чтобы их личности не были раскрыты до выхода в эфир каждого предварительно записанного эпизода, программа широко использует кодовые имена, маскировку, соглашения о неразглашении и команду охранников. Производственной группе не рекомендуется пользоваться телефонами во время съемок, а зрители студии проходят через металлоискатель. Доставать телефоны во время съемок строго запрещено. 

## Производство
Идея проекта взята у южнокорейского телешоу King of Mask Singer, премьера которого состоялась в феврале 2015 года. В 2019 году шоу было адаптировано в таких странах, как США и Мексика, а в марте 2019-го немецкий телеканал ProSieben сообщил, что на стадии подготовки находится немецкая адаптация этого телешоу с датой премьеры 1 сезона 27 июня того же, 2019-го года. Ведущим проекта был назначен немецкий телеведущий Маттиас Опденхёвель.
Шоу имело неимоверный успех, и уже через некоторое время после финала 1 сезона ProSieben сообщил, что проект продлён на 2 сезон.
Всего на данный момент у шоу вышло 10 сезонов: финал 10, последнего на данный момент, сезона состоялся 18 мая 2024 года. 11 сезон находится под вопросом.

## Правила
В отличие от большинства других версий шоу в этой адаптации в каждом эпизоде на сцену выходят сразу все участники сезона (в других версиях шоу маски делятся на группы и в каждом выпуске появляется лишь 1 группа), что роднит Немецкого «Певца в Маске» с российской версией шоу. Также в каждом сезоне максимальное количество судей — три. Отличительной чертой данного шоу является то, что каждый эпизод идёт в формате настоящего времени, а проголосовать за номинантов могут как зрители в зале, так и телезрители.
Победитель шоу получает кубок и денежный приз.

## Список Сезонов
| Сезон | Кол-во Участников | Кол-во Эпизодов | Выходит(ил) в эфир               | 1-е место                           | 2-е место                      | 3-е место                       |
| ----- | ----------------- | --------------- | -------------------------------- | ----------------------------------- | ------------------------------ | ------------------------------- |
| 1     | 10                | 6               | 27 июня 2019 - 1 августа 2019    | Макс Мурцке - Астронавт             | Гиль Офарим - Кузнечик         | Бюлент Джейлан - Ангел          |
| 2     | 10                | 6               | 10 марта 2020 - 28 апреля 2020   | Том Бек - Ленивец                   | Майк Сингер - Пушистый Шар     | Грегор Мейле - Дракон           |
| 3     | 10                | 6               | 20 октября 2020 - 24 ноября 2020 | Сара Ломбарди - Скелет              | Алек Фёлькель - Пришелец       | Нельсон Мюллер - Бегемот        |
| 4     | 10                | 6               | 16 февраля 2021 - 23 марта 2021  | Саша Рентген - Динозавр             | Кассандра Стин - Леопард       | Росс Энтони - Фламинго          |
| 5     | 10                | 6               | 16 октября 2021 - 20 ноября 2021 | Александр Клавс - Мусорный Монстр   | Сэнди Мёллинг - Гусеница       | Кристина Штюрмер - Героиня      |
| 6     | 10                | 6               | 19 марта 2022 - 23 апреля 2022   | Элла Эндлих - Зебра                 | Марк Келлер - Молох            | Жанетт Бидерманн - Диско-Шар    |
| 7     | 9                 | 6               | 1 октября 2022 - 5 ноября 2022   | Даниэль Донской - Крот              | Бюргер Ларс Дитрих - Оборотень | Рик Каваниан - Робот            |
| 8     | 9                 | 6               | 1 апреля 2023 - 6 мая 2023       | Лука Хенни - Ворон                  | Фелиситас Волль - Ёж           | Патрисия Келли - Паук           |
| 9     | 9                 | 6               | 18 ноября 2023 - 23 декабря 2023 | Дженнифер Вейст - Ледяная Принцесса | Паскуаль Алерди - Верзила      | Хендрик Дурин - Мустанг         |
| 10    | 8                 | 6               | 6 апреля 2024 - 18 мая 2024      | Мирья Бёс - Блоха                   | HE/RO - Шлёпки                 | Себастьян Крумбигель - Крокодил |

## 1 Сезон
Премьера 1 сезона телепроекта «Певец в Маске Германии» состоялась на телеканале ProSieben 27 июня 2019 года. Финал состоялся 1 августа того же года. Ведущим проекта был назначен телеведущий Маттиас Опденхёвель. Членами жюри были назначены актриса и телеведущая Колльен Ульмен-Фернендес, певец и автор песен Макс Гизингер и телеведущая и актриса Рут Мошнер.
Список Участников:
| Персонаж  | Знаменитость       | Профессия            | Эпизоды | Эпизоды | Эпизоды | Эпизоды | Эпизоды | Эпизоды |
| Персонаж  | Знаменитость       | Профессия            | 1       | 2       | 3       | 4       | 5       | 6       |
| --------- | ------------------ | -------------------- | ------- | ------- | ------- | ------- | ------- | ------- |
| Астронавт | Макс Мурцке        | певец, автор песен   |         |         |         |         |         |         |
| Кузнечик  | Гиль Офарим        | музыкант, певец      |         |         |         |         |         |         |
| Ангел     | Бюлент Джейлан     | артист кабаре, комик |         |         |         |         |         |         |
| Монстр    | Сюзанна Кентикян   | проф. боксер         |         |         |         |         |         |         |
| Антилопа  | Даниэль Аминати    | актер, телеведущий   |         |         |         |         |         |         |
| Пантера   | Штефани Хертель    | певица, актриса      |         |         |         |         |         |         |
| Белка     | Маркус Шенкенберг  | актер, шоумен        |         |         |         |         |         |         |
| Попугай   | Хайнц Хёниг        | актер, продюсер      |         |         |         |         |         |         |
| Бабочка   | Сьюзан Сидеропулос | актриса, телеведущая |         |         |         |         |         |         |
| Осьминог  | Люси Дьяковска     | певица, телеведущая  |         |         |         |         |         |         |

 Участник стал победителем шоу Участник занял второе место Участник занял третье место Участник прошёл дальше Участник стал номинантом на выбывание, но остался в шоу Участник покинул шоу и раскрыл свою личность

## 2 Сезон
Премьера 2 сезона телепроекта «Певец в Маске Германии» состоялась на телеканале ProSieben 10 марта 2020 года. Финал состоялся 28 апреля того же года. Маттиас Опденхёвель и Рут Мошнер вернулись на роли ведущего и члена жюри.
Колльен Ульмен-Фернендес и Макс Гизингер не смогли вернуться на роли членов жюри и были заменены певцом и автором песен Ри Гарви.
Список Участников:
| Персонаж     | Знаменитость       | Профессия            | Эпизоды | Эпизоды | Эпизоды | Эпизоды | Эпизоды | Эпизоды |
| Персонаж     | Знаменитость       | Профессия            | 1       | 2       | 3       | 4       | 5       | 6       |
| ------------ | ------------------ | -------------------- | ------- | ------- | ------- | ------- | ------- | ------- |
| Ленивец      | Том Бек            | актер, певец         |         |         |         |         |         |         |
| Пушистый Шар | Майк Сингер        | певец, автор песен   |         |         |         |         |         |         |
| Дракон       | Грегор Мейле       | певец, автор песен   |         |         |         |         |         |         |
| Кролик       | Соня Цитлов        | телеведущая, актриса |         |         |         |         |         |         |
| Хамелеон     | Дитер Халлерфорден | актер, режиссер      |         |         |         |         |         |         |
| Робот        | Кэролайн Бейль     | актриса, телеведущая |         |         |         |         |         |         |
| Богиня       | Ребекка Иммануэль  | актриса, модель      |         |         |         |         |         |         |
| Таракан      | Анжело Келли       | певец, автор песен   |         |         |         |         |         |         |
| Летучая Мышь | Франциска Кнуппе   | модель, актриса      |         |         |         |         |         |         |
| Далматинец   | Штефани Хайнцманн  | певица, телеведущая  |         |         |         |         |         |         |

 Участник стал победителем шоу Участник занял второе место Участник занял третье место Участник прошёл дальше Участник стал номинантом на выбывание, но остался в шоу Участник покинул шоу и раскрыл свою личность Участник снял маску сам с себя и покинул шоу

## 3 Сезон
Премьера 3 сезона телепроекта «Певец в Маске Германии» состоялась на телеканале ProSieben 20 октября 2020 года. Финал состоялся 24 ноября того же года. Маттиас Опденхёвель вернулся на роль ведущего.
Рут Мошнер и Ри Гарви не смогли вернуться на роли членов жюри и были заменены участниками предыдущих сезонов — Соней Цитлов (Кролик) и Бюлентом Джейланом (Ангел).
Также в этом сезоне впервые появился дуэт масок (Сурикаты — Даниэла Катценбергер и Лукас Кордалис).
Список Участников:
| Персонаж | Знаменитость         | Профессия           | Эпизоды | Эпизоды | Эпизоды | Эпизоды | Эпизоды | Эпизоды |
| Персонаж | Знаменитость         | Профессия           | 1       | 2       | 3       | 4       | 5       | 6       |
| -------- | -------------------- | ------------------- | ------- | ------- | ------- | ------- | ------- | ------- |
| Скелет   | Сара Ломбарди        | певица, телеведущая |         |         |         |         |         |         |
| Пришелец | Алек Фёлькель        | музыкант, вокалист  |         |         |         |         |         |         |
| Бегемот  | Нельсон Мюллер       | повар, ресторатор   |         |         |         |         |         |         |
| Анубис   | Бен Блюмель          | певец, телеведущий  |         |         |         |         |         |         |
| Сурикаты | Даниэла Катценбергер | телеведущая, модель |         |         |         |         |         |         |
| Сурикаты | Лукас Кордалис       | актер, композитор   |         |         |         |         |         |         |
| Кот      | Вики Леандрос        | певица, актриса     |         |         |         |         |         |         |
| Лягушка  | Вигальд Бонинг       | комик, телеведущий  |         |         |         |         |         |         |
| Альпака  | Сильвия Мейс         | модель, актриса     |         |         |         |         |         |         |
| Лобстер  | Йохен Шропп          | актер, телеведущий  |         |         |         |         |         |         |
| Пчела    | Вероника Феррес      | актриса, модель     |         |         |         |         |         |         |

 Участник стал победителем шоу Участник занял второе место Участник занял третье место Участник прошёл дальше Участник стал номинантом на выбывание, но остался в шоу Участник покинул шоу и раскрыл свою личность

## 4 Сезон
Премьера 4 сезона телепроекта «Певец в Маске Германии» состоялась на телеканале ProSieben 16 февраля 2021 года. Финал состоялся 23 марта того же года. Маттиас Опденхёвель вернулся на роль ведущего.
Соня Цитлов и Бюлент Джейлан не смогли вернуться на роли членов жюри и были заменены бывшими членами жюри из предыдущих сезонов — Рут Мошнер и Ри Гарви.
Также в этом сезоне впервые появляется комбинация костюмов из предыдущих сезонов (Монстронавт, который является комбинацией костюмов Монстра и Астронавта из 1-го сезона). 
Список Участников:
| Персонаж    | Знаменитость             | Профессия              | Эпизоды | Эпизоды | Эпизоды | Эпизоды | Эпизоды | Эпизоды |
| Персонаж    | Знаменитость             | Профессия              | 1       | 2       | 3       | 4       | 5       | 6       |
| ----------- | ------------------------ | ---------------------- | ------- | ------- | ------- | ------- | ------- | ------- |
| Динозавр    | Саша Рентген             | певец, автор песен     |         |         |         |         |         |         |
| Леопард     | Кассандра Стин           | певица, актриса        |         |         |         |         |         |         |
| Фламинго    | Росс Энтони              | певец, телеведущий     |         |         |         |         |         |         |
| Черепаха    | Томас Андерс             | певец, композитор      |         |         |         |         |         |         |
| Монстронавт | Торе Шёлерманн           | актер, телеведущий     |         |         |         |         |         |         |
| Бык         | Guildo Horn              | певец шлягера          |         |         |         |         |         |         |
| Цыплёнок    | Юдит Ракерс              | журналист, телеведущая |         |         |         |         |         |         |
| Квокка      | Хеннинг Баум             | актер, продюсер        |         |         |         |         |         |         |
| Единорог    | Франциска ван Альмсик    | пловчиха, спортсменка  |         |         |         |         |         |         |
| Свинья      | Катрин Мюллер-Хохенштайн | телеведущая, журналист |         |         |         |         |         |         |

 Участник стал победителем шоу Участник занял второе место Участник занял третье место Участник прошёл дальше Участник стал номинантом на выбывание, но остался в шоу Участник покинул шоу и раскрыл свою личность

## 5 Сезон
Премьера 5 сезона телепроекта «Певец в Маске Германии» состоялась на телеканале ProSieben 16 октября 2021 года. Финал состоялся 20 ноября того же года. Маттиас Опденхёвель, Рут Мошнер и Ри Гарви вернулись на роли ведущего и членов жюри.
Также в этом сезоне впервые один из участников был временно отстранён от участия (Плюшевый Мишка — Аннемари Карпендейл). Из-за подозрения на заражение COVID-19, Аннемари не смогла принять участие в 3 эпизоде, но после того, как тест на наличие COVID-19 оказался отрицательным, Аннемари вернулась к участию в 4 эпизоде.
Также в этом сезоне впервые представлен участник-инвалид (Феникс — Сэмюэл Кох).
Список Участников:
| Персонаж        | Знаменитость        | Профессия               | Эпизоды | Эпизоды | Эпизоды | Эпизоды | Эпизоды | Эпизоды |
| Персонаж        | Знаменитость        | Профессия               | 1       | 2       | 3       | 4       | 5       | 6       |
| --------------- | ------------------- | ----------------------- | ------- | ------- | ------- | ------- | ------- | ------- |
| Мусорный Монстр | Александр Клавс     | певец, автор песен      |         |         |         |         |         |         |
| Гусеница        | Сэнди Мёллинг       | певица, телеведущая     |         |         |         |         |         |         |
| Героиня         | Кристина Штюрмер    | певица, автор песен     |         |         |         |         |         |         |
| Мопс            | Каролин Нимчик      | певица, телезвезда      |         |         |         |         |         |         |
| Аксолотль       | Андреа Завацки      | актриса, сценарист      |         |         |         |         |         |         |
| Плюшевый Мишка  | Аннемари Карпендейл | телеведущая, певица     |         |         |         |         |         |         |
| Феникс          | Сэмюэл Кох          | актер, каскадер         |         |         |         |         |         |         |
| Скунс           | Петер Краус         | певец, музыкант         |         |         |         |         |         |         |
| Акула-Молот     | Пьер Литтбарски     | футболист, полузащитник |         |         |         |         |         |         |
| Перец           | Йенс Риева          | телеведущий, аналитик   |         |         |         |         |         |         |

 Участник стал победителем шоу Участник занял второе место Участник занял третье место Участник прошёл дальше Участник стал номинантом на выбывание, но остался в шоу Участник покинул шоу и раскрыл свою личность Участник не принимал участие в этом эпизоде

## 6 Сезон
Премьера 6 сезона телепроекта «Певец в Маске Германии» состоялась на телеканале ProSieben 19 марта 2022 года. Финал состоялся 23 апреля того же года. Рут Мошнер и Ри Гарви вернулись на роли членов жюри.
Маттиас Опденхёвель не смог вернуться на роль ведущего из-за подозрения на заражение COVID-19, и его место в 1 эпизоде временно занял актер и телеведущий Торе Шёлерманн. После того, как тест на наличие COVID-19 оказался отрицательным, Маттиас вернулся на должность ведущего, начиная со 2 эпизода.
Галактика (Джоана Циммер) не могла принять участие во 2 эпизоде из-за подозрения на заражение COVID-19. После того, как тест на наличие COVID-19 оказался отрицательным, Джоана вернулась к участию в 3 эпизоде.
Также в этом сезоне впервые появляется костюм, придуманный ребёнком (Брилли). Перед премьерой 6-го сезона был проведён конкурс рисунков среди детей. Победителем стала девочка Эмма, на рисунке которой был изображён Брилли.
Список Участников:
| Персонаж       | Знаменитость      | Профессия                 | Эпизоды | Эпизоды | Эпизоды | Эпизоды | Эпизоды | Эпизоды |
| Персонаж       | Знаменитость      | Профессия                 | 1       | 2       | 3       | 4       | 5       | 6       |
| -------------- | ----------------- | ------------------------- | ------- | ------- | ------- | ------- | ------- | ------- |
| Зебра          | Элла Эндлих       | певица, актриса           |         |         |         |         |         |         |
| Молох          | Марк Келлер       | актер, режиссер           |         |         |         |         |         |         |
| Диско-Шар      | Жанетт Бидерманн  | актриса, певица           |         |         |         |         |         |         |
| Орк            | Нора Чирнер       | телеведущая, актриса      |         |         |         |         |         |         |
| Морская Звезда | Ясна Фритци Бауэр | актриса, сценарист        |         |         |         |         |         |         |
| Горилла        | Рюрик Гисласон    | футболист, полузащитник   |         |         |         |         |         |         |
| Галактика      | Джоана Циммер     | певица, актриса           |         |         |         |         |         |         |
| Коала          | Пол Поттс         | певец, писатель           |         |         |         |         |         |         |
| Чайка          | Черно Джобатей    | журналист, телеведущий    |         |         |         |         |         |         |
| Брилли         | Жаннин Майклсен   | телеведущая, радиоведущая |         |         |         |         |         |         |

 Участник стал победителем шоу Участник занял второе место Участник занял третье место Участник прошёл дальше Участник стал номинантом на выбывание, но остался в шоу Участник покинул шоу и раскрыл свою личность Участник не принимал участие в этом эпизоде

## 7 Сезон
Премьера 7 сезона телепроекта «Певец в Маске Германии» состоялась на телеканале ProSieben 1 октября 2022 года. Финал состоялся 5 ноября того же года. Маттиас Опденхёвель и Рут Мошнер вернулись на роли ведущего и члена жюри.
Этот сезон - первый, в котором участвует лишь 1 член жюри (Рут Мошнер).
Также это первый сезон, в котором участвуют 9 масок, а не 10, как в 6-ти предыдущих сезонах.
Список Участников:
| Персонаж       | Знаменитость       | Профессия             | Эпизоды | Эпизоды | Эпизоды | Эпизоды | Эпизоды | Эпизоды |
| Персонаж       | Знаменитость       | Профессия             | 1       | 2       | 3       | 4       | 5       | 6       |
| -------------- | ------------------ | --------------------- | ------- | ------- | ------- | ------- | ------- | ------- |
| Крот           | Даниэль Донской    | актер, режиссер       |         |         |         |         |         |         |
| Оборотень      | Бюргер Ларс Дитрих | музыкант, телеведущий |         |         |         |         |         |         |
| Робот          | Рик Каваниан       | актер, сценарист      |         |         |         |         |         |         |
| Зубная Фея     | Лесли Клио         | певица, автор песен   |         |         |         |         |         |         |
| Золотой Зверёк | Армин Роде         | актер, писатель       |         |         |         |         |         |         |
| Чёрная Мамба   | Феликс фон Ящерофф | певец, актер          |         |         |         |         |         |         |
| Свисток        | Томас Хайо         | креативный директор   |         |         |         |         |         |         |
| Морж           | Ютта Шпайдель      | актриса, волонтер     |         |         |         |         |         |         |
| Брокколи       | Катя Буркард       | телеведущая, актриса  |         |         |         |         |         |         |

 Участник стал победителем шоу Участник занял второе место Участник занял третье место Участник прошёл дальше Участник стал номинантом на выбывание, но остался в шоу Участник покинул шоу и раскрыл свою личность

## 8 Сезон
Премьера 8 сезона телепроекта «Певец в Маске Германии» состоялась на телеканале ProSieben 1 апреля 2023 года. Финал состоялся 6 мая того же года. Маттиас Опденхёвель и Рут Мошнер вернулись на роли ведущего и члена жюри. 
Также Ри Гарви вернулся на роль 2-го члена жюри.
Список Участников:
| Персонаж      | Знаменитость       | Профессия                 | Эпизоды | Эпизоды | Эпизоды | Эпизоды | Эпизоды | Эпизоды |
| Персонаж      | Знаменитость       | Профессия                 | 1       | 2       | 3       | 4       | 5       | 6       |
| ------------- | ------------------ | ------------------------- | ------- | ------- | ------- | ------- | ------- | ------- |
| Китоглав      | Лука Хенни         | певец, автор песен        |         |         |         |         |         |         |
| Ёж            | Фелиситас Волль    | актриса, модель           |         |         |         |         |         |         |
| Паук          | Патрисия Келли     | певица, автор песен       |         |         |         |         |         |         |
| Слоник        | Мелисса Халадж     | телеведущая, певица       |         |         |         |         |         |         |
| Тост          | Инка Баузе         | актриса, телеведущая      |         |         |         |         |         |         |
| Морской Конёк | Анна Лоос          | певица, актриса           |         |         |         |         |         |         |
| Мухомор       | Марианна Розенберг | певица, автор песен       |         |         |         |         |         |         |
| Енот          | Даниэль Бошман     | телеведущий, радиоведущий |         |         |         |         |         |         |
| Кенгуру       | Ян Йозеф Лиферс    | актер, режиссер           |         |         |         |         |         |         |

 Участник стал победителем шоу Участник занял второе место Участник занял третье место Участник прошёл дальше Участник стал номинантом на выбывание, но остался в шоу Участник покинул шоу и раскрыл свою личность

## 9 Сезон
Премьера 9 сезона телепроекта «Певец в Маске Германии» состоялась на телеканале ProSieben 18 ноября 2023 года. Финал состоялся 23 декабря того же года. Маттиас Опденхёвель и Рут Мошнер вернулись на роли ведущего и члена жюри.
Ри Гарви не смог вернуться на роль члена жюри и был заменен актером и комиком Риком Каванианом и певцом и композитором Альваро Солером.
Также в этом сезоне впервые появляется маска-вайлдкарта, которая присоединяется к обычным маскам ближе к середине сезона, а не в начале. Маска-вайлдкарта будет помечена как (ВД).
Список Участников:
| Персонаж          | Знаменитость         | Профессия            | Эпизоды | Эпизоды | Эпизоды | Эпизоды | Эпизоды | Эпизоды |
| Персонаж          | Знаменитость         | Профессия            | 1       | 2       | 3       | 4       | 5       | 6       |
| ----------------- | -------------------- | -------------------- | ------- | ------- | ------- | ------- | ------- | ------- |
| Ледяная Принцесса | Дженнифер Вейст      | певица, рок-музыкант |         |         |         |         |         |         |
| Верзила           | Паскуаль Алерди      | актер, музыкант      |         |         |         |         |         |         |
| Мустанг           | Хендрик Дурин        | певец, актер         |         |         |         |         |         |         |
| Тролль            | Мице Кац             | певица, вокалистка   |         |         |         |         |         |         |
| Гном              | Тим Бенджко          | певец, автор песен   |         |         |         |         |         |         |
| Киви              | Уве Оксенкнехт       | актер, певец         |         |         |         |         |         |         |
| Космо-Мышь (ВД)   | Йенке фон Вильмсдорф | журналист, писатель  |         |         |         |         |         |         |
| Огнетушитель      | Ева Пэдберг          | актриса, модель      |         |         |         |         |         |         |
| Окапи             | Катя Эбштейн         | певица, актриса      |         |         |         |         |         |         |

 Участник стал победителем шоу Участник занял второе место Участник занял третье место Участник прошёл дальше Участник стал номинантом на выбывание, но остался в шоу Участник покинул шоу и раскрыл свою личность Участник не принимал участие в этом эпизоде

## 10 Сезон
Премьера 10 сезона телепроекта «Певец в Маске Германии» состоялась на телеканале ProSieben 6 апреля 2024 года. Финал состоялся 18 мая того же года. Маттиас Опденхёвель и Рик Каваниан вернулись на роли ведущего и членов жюри.
Рут Мошнер и Альваро Солер не смогли вернуться на роли членов жюри и были заменены актрисой и телеведущей Палиной Рожинской.
Также это первый сезон, в котором участвуют 8 масок, а не 9 или 10, как в предыдущих 9-ти сезонах.
Список Участников:
| Персонаж     | Знаменитость         | Профессия              | Эпизоды | Эпизоды | Эпизоды | Эпизоды | Эпизоды | Эпизоды |
| Персонаж     | Знаменитость         | Профессия              | 1       | 2       | 3       | 4       | 5       | 6       |
| ------------ | -------------------- | ---------------------- | ------- | ------- | ------- | ------- | ------- | ------- |
| Блоха        | Мирья Бёс            | актриса, комедиантка   |         |         |         |         |         |         |
| Шлёпки       | HE/RO                | певцы, ютуберы         |         |         |         |         |         |         |
| Крокодил     | Себастьян Крумбигель | певец, музыкант        |         |         |         |         |         |         |
| Фавн         | Надя Бенаисса        | певица, телеведущая    |         |         |         |         |         |         |
| Робопёс      | Назан Эккес          | телеведущая, журналист |         |         |         |         |         |         |
| Сладкая Вата | Аннет Луизан         | певица, автор песен    |         |         |         |         |         |         |
| Львёнок      | Уши Глас             | актриса, певица        |         |         |         |         |         |         |
| Картошка     | Хьюго Эгон Бальдер   | комик, телеведущий     |         |         |         |         |         |         |

 Участник стал победителем шоу Участник занял второе место Участник занял третье место Участник прошёл дальше Участник стал номинантом на выбывание, но остался в шоу Участник покинул шоу и раскрыл свою личность